# Тебеньково
Тебе́ньково (рос. Тебеньково) — присілок у складі Афанасьєвського району Кіровської області, Росія. Входить до складу Бісеровського сільського поселення.
Населення становить 4 особи (2010, 12 у 2002).
Національний склад станом на 2002 рік — росіяни 100 %.